# Антоніо Бруна
Антоніо Бруна (італ. Antonio Bruna, * 14 лютого 1895, Верчеллі — † 1976) — італійський футболіст, захисник.
Насамперед відомий виступами за клуб «Ювентус», а також національну збірну Італії.

## Клубна кар'єра
У дорослому футболі розпочинав кар'єру виступами за команду клубу «Оменья».
1919 року перейшов до «Ювентуса», за який відіграв 6 сезонів. Завершив професійну кар'єру футболіста виступами за команду «Ювентус» у 1925 році

## Виступи за збірну
1920 року дебютував в офіційних матчах у складі національної збірної Італії. Протягом кар'єри у національній команді, яка тривала усього один рік, провів у формі головної команди країни 5 матчів. У складі збірної був учасником футбольного турніру на Олімпійських іграх 1920 року в Антверпені, також включався до її складу для участі у футбольному турнірі Олімпійських ігор 1924 року у Парижі.
| Дата       | Місто     | Господарі | Результат | Гості      | Турнір           | Голи | Примітки |
| ---------- | --------- | --------- | --------- | ---------- | ---------------- | ---- | -------- |
| 13/05/1920 | Генуя     | Італія    | 1 – 1     | Нідерланди | товариський матч | 0    |          |
| 28/08/1920 | Гент      | Єгипет    | 1 – 2     | Італія     | ОІ 1920          | 0    |          |
| 29/08/1920 | Антверпен | Франція   | 3 – 1     | Італія     | ОІ 1920          | 0    |          |
| 31/08/1920 | Антверпен | Норвегія  | 1 – 2     | Італія     | ОІ 1920          | 0    |          |
| 02/09/1920 | Антверпен | Іспанія   | 2 – 0     | Італія     | ОІ 1920          | 0    |          |
| Усього     |           | Матчів    | 5         |            | Голів            | 0    |          |